# Mycena lanuginosa
Mycena lanuginosa é uma espécie de cogumelo da família Mycenaceae. É encontrado no Japão.